# 桑·艾賓
胡安·安赫爾·阿爾賓·萊特斯（Juan Ángel Albín Leites，1986年7月17日—），通常稱為桑·艾賓（Juan Albín），是一名烏拉圭足球運動員，擔任進攻中場，現時效力西甲球會愛斯賓奴。
桑·艾賓出身於烏拉圭首都的蒙特維多國民隊，助球隊贏得3季國內聯賽冠軍。桑·艾賓於2006年夏天轉會至西班牙甲組聯賽的赫塔費。
在赫塔費期間，桑·艾賓表現出色，為球隊的主力，助赫塔費在2007-08賽季由升班馬爬升至中游位置。